# Eulimnichus rusticus
Eulimnichus rusticus är en skalbaggsart som beskrevs av Wooldridge 1979. Eulimnichus rusticus ingår i släktet Eulimnichus och familjen lerstrandbaggar. Inga underarter finns listade i Catalogue of Life.